# Hermann Consten
Hermann Consten (* 14. März 1878 in Aachen; † 4. August 1957 ebenda) war ein deutscher Reiseschriftsteller, Mongoleiforscher und Fotograf.

## Leben und berufliche Entwicklung
Hermann Consten wurde als Sohn des wohlhabenden Aachener Brennerei- und Schankwirtschaftsbesitzers Josef Consten in Aachen geboren. Während der Schulausbildung in seiner Geburtsstadt und in Friedrichsdorf (Hessen) fand er keinen Zugang zum ernsthaften Lernen und erhielt häufig schlechte Noten. Nach dem Schulabschluss schrieb er sich an der Technischen Hochschule Aachen im Fach Architektur ein. Nach zwei Semestern wechselte er an die Universität Karlsruhe. Statt eines ernsthaften Studiums stürzte er sich jedoch mehr in das studentische Leben und war Dauergast in Kneipen und Tanzlokalen. Er wurde Mitglied der Burschenschaft Arminia Karlsruhe. Einen akademischen Abschluss erreichte er nicht. Im Alter von 21 Jahren begann er 1899 eine Ausbildung zum Agronom mit der Spezialisierung für koloniale Landwirtschaft an der Kolonialschule Witzenhausen. Im September 1900 erhielt er sein Abschlusszeugnis und zum Jahresende 1900 begab er sich auf Reisen nach Deutsch-Ostafrika.
Die ersten Schritte führten Hermann Consten ins ostafrikanische Mombasa. Hier begann er eine Tätigkeit als Plantagenassistent. Doch im Folgejahr wechselte er in den Bereich von Verwaltungsaufgaben in die Rheinische Handeï-Plantagen-Gesellschaft, deren Besitzer der deutsche Nordafrikaspezialis Max von Oppenheim (1860–1946) war. Wegen einer Malaria-Erkrankung musste Consten 1905 wieder nach Deutschland zurückkehren. Noch im gleichen Jahr belegte er ein Studium in Moskau am Lasarew-Institut für Orientalische Sprachen. Hier beschäftigte er sich mit Geographie, Anthropologie sowie der Russischen und Mongolischen Sprache. Von einem seiner Professoren in Moskau erhielt er den Auftrag, für ein anthropologisches Forschungsprojekt in die Mongolei zu reisen, dort Menschenköpfe von verstorbenen Mongolen zu sammeln, um die Funde anschließend wissenschaftlich auszuwerten. Auftragsgemäß unternahm er von Moskau aus 1906 mehrere Erkundungsreisen und gezielte Expeditionen in den nördlichen Teil der mongolischen Siedlungsgebiete. Das war zum damaligen Zeitpunkt die unter mandschurischer Herrschaft stehende „Äußere Mongolei“ und ab 1924 das Territorium der „Mongolischen Volksrepublik“. Auf seinen Reisen verfolgte er geografische und kartographische Themen in dem nicht sonderlich gut erschlossenen Terrain. Darüber hinaus beschäftigte sich Consten mit archäologischen und ethnologischen Themen. Vor Ort wurde er Zeuge der in der Region ausgetragenen Kämpfe der einzelnen Stämme gegen die mandschurische Fremdherrschaft. Dabei fand er vor allem Zugang als Berater bei mongolischen Fürsten. Ein Jahr darauf erweiterte er seinen Reiseradius mit Besuchen in Sibirien, dem Ural, dem Altaigebirge und weiterer Teile der Mongolei. Bei diesen Reisen war er vor allem mit russischen Diplomatenpässen und Pässen der Mandschu-Dynastie ausgestattet. Während der Exkursionen dokumentierte er die Lebensweise, Gebräuche und religiösen Bezugspunkte der einzelnen mongolischen Stämme und fotografierte und fertigte schriftliche Skizzen über die Lebensbedingungen vor Ort an. Seine Eintragungen in die mitgeführten Büchern dienten ihm später als Grundlage für detaillierte Reiseberichte. Dabei ging es aber auch immer stärker um Bodenschätze, an denen diese Regionen reich ist. In dieser Zeit wurde er Mitglied der „Kaiserlich-Russischen Geografischen Gesellschaft“.
Bei einer dieser Reisen 1907 begleitete er einen deutschen Konsul bis Hovd (heute Chowd) in die westliche Mongolei. Ab dieser Zeit avancierte er zu einem ständigen Informationsgeber für die deutsche Botschaft in St. Petersburg. So berichtete er regelmäßig über regionale Machtverschiebungen und die Bestrebungen Chinas, Japans und auch Russlands, in der Mongolei Fuß zu fassen. Das war auch aus militär-strategischer Sicht von großer Bedeutung, da Deutschland nach dem Ausgang des Russisch-Japanischen Krieges 1904/1905 ein ganz besonders Interesse an den sich daraus entwickelnden Machtverschiebungen im ostasiatischen Raum hatte. Das durch Hermann Consten entwickelte Vertrauensverhältnis zu einzelnen Stammesoberhäuptern ging so weit, dass er 1911 durch den mongolischen Gouverneur von Hovd und Uljasutai in den „Grafenstand“ erhoben wurden und damit den Titel „Gung“ tragen durfte.

## Während des Ersten Weltkrieges
Den Beginn des Ersten Weltkrieges erlebte er in Aachen. Vom Auswärtigen Amt in Berlin wurde Hermann Consten noch im August 1914 angefragt, ob er bereit wäre, sich an einer Expedition in den mittleren asiatischen Raum zu beteiligen. Hier waren in der Wilhelmstraße unter der Führung von Max von Oppenheim (1860–1946) bereits die Planungen für die geheime Insurrektionsstrategie – speziell zur „Revolutionierung der islamischen Gebiete unserer Feinde“ –  im Gange. Diese umfasste in den Interessensphären Russlands, Englands und Frankreichs eine Einflussnahme auf die regionale Bevölkerung und die ansässigen Führungsschichten durch Propagandamaterial, das Schüren von Widersprüchen und Disharmonien gegenüber den Besatzern, machte aber auch nicht vor Waffenlieferungen, Geldübergaben und militärischem Direktbeistand Halt. Dabei handelte es sich um eine, durch Kaiser Wilhelm II. gebilligte und geforderte, Methode der allgemeinen Kriegsführung, die sich dabei auch nichtmilitärischer Werkzeuge bediente. In Berlin eingetroffen wurde Hermann Consten sofort einer schnell zusammengestellten Expeditionsgruppe in Richtung Persien/Afghanistan zugeteilt, die einen Aufstand gegen die Briten oder Russen im Mittelasiatischen Raum provozieren sollte. Wobei hierfür der Spiritus Rector der türkische Kriegsminister Enver Pascha (1881–1922) war. Die Abreise der ersten Gruppe mit 22 Teilnehmern, der Consten angehörte, erfolgte am 6. September 1914 von Berlin aus in Richtung Konstantinopel. Dort angekommen stellte sich heraus, dass es einzelnen Expeditionsteilnehmern an der notwendigen Ernsthaftigkeit für eine solche Mission fehlte. Eitelkeiten, Prahlereien, Schwatzsucht, Intrigen und nicht zuletzt Ausschweifungen kennzeichneten deren Verhalten schon am ersten Zielort. Durch Einflussnahme des deutschen Botschafters in Konstantinopel Hans Freiherr von Wangenheim (1859–1915) wurden diese „unsicheren“ Kandidaten ausgetauscht und Wilhelm Wassmuss (1880–1931) zum Leiter der Expedition bestellt. Eine zweite und dritte Gruppe folgte mit Oskar von Niedermayer (1885–1948) und Werner Otto von Hentig (1886–1984). Da es in Aleppo erneut Unstimmigkeiten in der Führung und Zielorientierung der Gruppe gab, wurde ein Dreier-Team, zu dem Hermann Consten, Oskar von Niedermayer und Wilhelm Waßmuß gehörten, bestimmt und durch die Deutsche Botschaft bestätigt. Doch die eigentliche Führung oblag der türkischen Seite mit dem Beauftragten von Enver Pascha, Rauf Orbay (1881–1964), dem späteren Marineminister der türkischen Regierung. Bagdad erreichte die Gruppe, zu der inzwischen Oskar von Niedermayer hinzugestoßen war, am 9. Januar 1915. Ab hier trennte sich die Gruppe, um in die jeweiligen vorgesehenen Einsatzgebiete zu gelangen. Während Waßmuß mit sieben Mitstreitern die Richtung nach Buschehr/Chiraz ins südliche Persien einschlug, führte Niedermayer und Hentig der weitere Weg durch Persien bis nach Afghanistan. Auch Hermann Consten trennte sich ab Bagdad von der Gruppe, um sich weiter in Richtung russische Grenze und Mongolei zu bewegen, da für ihn als „Nichtmilitär“ andere Arbeitsfelder vorgesehen waren.
Erst kurz vor Ende des Krieges tauchte Consten in Budapest wieder auf. Hier wurde er im Zusammenhang mit der Affäre um den ungarischen Präsidenten Mihály Károlyi (1875–1955) als Verbindungsmann des deutschen Militärischen Nachrichtendienst im Großen Generalstab Berlin enttarnt.

## Publizist und Mongoleispezialist
Wieder nach Deutschland zurückgekehrt widmete er sich der Sichtung, Bearbeitung und Zuordnung seiner während der zahlreichen Expeditionen zusammengetragenen Aufzeichnungen und Materialien. Bereits im Mai 1919 erschien Hermann Constens erste große Reisepublikation mit dem Titel Weideplätze der Mongolen – Im Reiche der Chalcha in zweibändiger Ausgabe. Kurz darauf ließ er sich in Bad Blankenburg im Harz nieder und setzte von hier aus seine publizistische Tätigkeit fort. Er hielt Vorträge über seine Eindrücke in der Mongolei, über den Buddhismus und sein Haus entwickelte sich zunehmend zu einem kulturellen Treffpunkt prominenter Asienforscher. Zu diesem Kreis gehörte auch Sven Hedin (1865–1952). In mehreren Büchern, zum Teil im erzählerischen Format, beschrieb er seine Erlebnisse in den mongolischen Regionen und auch seine Begegnungen mit dem Buddhismus. Zu seinen Freizeitaktivitäten gehörte daneben seine Mitgliedschaft im Saalfelder „Schlaraffen-Club“ – eine ursprünglich aus Prag stammende Männervereinigung mit Maximen wie Freundschaft, Kunst und Humor, deren Wappentier der Uhu ist. Im Jahre 1925 stattete der mongolische Kultur- und Erziehungsminister Erdene Batukhan während seines Deutschlandaufenthaltes Hermann Consten einen Besuch in Bad Blankenburg ab. Mit großer Aufmerksamkeit nahm dabei der Minister die intensive Beschäftigung mit seinem Land und die von Consten zusammengetragenen Dokumentationen wahr. Zum Abschied ermunterte er ihn, seine Forschungen über die Mongolei wieder aufzunehmen. Kurze Zeit darauf traf eine Einladung in Bad Blankenburg ein mit dem Vorschlag, als Berater beim Aufbau einer wissenschaftlichen Akademie in Ulan Bator mitzuwirken.
Im Herbst des Jahres 1927 brach Hermann Consten erneut in Richtung Asien auf. Bei der Hinreise hatte er auf Ceylon ein Zusammentreffen mit dem deutschen Indologen und Tibetforscher Albert Grünwedel (1856–1935). Bis Anfang 1928 stellte er sein Expeditionsteam und die benötigten Materialien zusammen. Mit seiner Karawane durchschritt er dieses Mal bei Gubeikou das östliche Himmelstor der chinesischen Mauer und erreichte die im Hochland gelegene Sommerresidenz der mongolischen Yüan-Dynastie in Jehol. Nachdem sie einige Last zurücklassen mussten, erreichten sie bei winterlichen Schneestürmen im Oktober 1928 die Grenze zur Mongolischen Volksrepublik. Hier wurde er über drei Monate bei heftigen winterlichen Temperaturen festgesetzt und die Weiterreise erfolgte im Januar 1929 mit dem Auto nach Ulan Bator. Nach erneuten untätigen Wartezeiten wurde er im März 1929 mit der Forderung ausgewiesen, das Land auf dem gleichen Wege wie er gekommen war wieder zu verlassen. In Peking eingetroffen erfuhr er, dass der elterliche Betrieb in Konkurs gegangen und von dort auch keine finanzielle Hilfe zu erwarten wäre. Von diesem Zeitpunkt an war er gezwungen, sich finanziell vor Ort eine eigene Lebensgrundlage zu schaffen. Er ließ sich am Stadtrand von Peking nieder und eröffnete dort eine Reitschule für Ausländer – hauptsächlich mit touristischer Zielstellung – und begleitete kleinere Exkursionen selbst. 1934 lernte er die 30 Jahre jüngere Spezialistin für asiatische Kunstgeschichte Eleanor von Erdberg kennen. Beide heirateten im März 1936 im japanischen Kamakura, südlich von Tokyo. In Japan hatte Hermann Consten den deutschen Publizisten Klaus Mehnert (1906–1984) kennengelernt und veröffentlichte ab 1941 in der von ihm geführten Zeitschrift „The XXth Century“ mehrere Artikel. Nach der Proklamation der Volksrepublik China im Oktober 1949 entschlossen sich beide, das Land zu verlassen. Ende 1950 kehren beide nach Deutschland zurück.
Zu Hause angekommen fanden sie bei Verwandten in Aachen Unterkunft und Unterstützung. Hermann Consten nahm seine Vortragstätigkeit wieder auf und begann mit Arbeiten für eine mongolische Grammatik sowie eine Encyclopedia Mongolica. Beide geplanten Publikationen sind nie von ihm fertiggestellt worden. Unerwartet verstarb er am 4. August 1957 in Aachen.

## Werke und Präsentationen
- Weideplätze der Mongolen – Im Reiche der Chalcha, Verlag Dietrich Reimers A.G. Berlin 1919
- Mysterien. Im Lande der Götter und lebenden Buddhas, Vossche Buchhandlung, Verlag Berlin, 1925
- Der Kampf um Buddhas Thron, Vossche Buchhandlung, Verlag Berlin, 1925
- …und ich weine um dich, Deutsch-Afrika, Verlag von Strecker und Schröder, 1926
- Der rote Lama. Ein Erlebnis aus dem Inneren Asien, 1928

Ausstellungen:
- vom 17. Juni 2005 bis 28. August 2006 im Forum für Fotografie in Köln  und
- vom 24. November 2007 bis 30. Jänner 2008 in der Galerie Ulrich Kneise in Eisenach